# Virág Ibolya
Virág Ibolya több francia kormánykitüntetéssel elismert neves műfordító-könyvkiadó, irodalmár Párizsban. A magyar irodalom és történettudomány „Madame Magyarországnak” becézett újrafelfedezője Franciaországban: Krúdy Gyula, Kosztolányi Dezső, Grendel Lajos, Esterházy Péter, Markó Béla, Weöres Sándor, Bibó István, Szűcs Jenő, Márai Sándor nyugat-európai sikerének beindítója.
2003-ban a francia kulturális miniszter a Művészetek és Irodalom érdemrend tiszti fokozatával tüntette ki.
1980 óta él Párizsban.
Néhány évvel a rendszerváltozás előtt közép-európai tematikájú könyvsorozatot indított elsősorban a magyar irodalom iránti érdeklődés felkeltése jegyében. Cseh, szlovák, lengyel és litván szerzők kiadásával is foglalkozik.
Nevéhez fűződik Márai Sándor nemzetközi sikerének beindítása 1995-ben, amikor az Albin Michel kiadónál vezetett könyvsorozatában megjelentette A gyertyák csonkig égnek című regényt. A francia fordítás kritikai visszhangja valamint közönségsikere keltette fel a nyugat-európai könyvkiadók figyelmét a regényre. A világnyelven való elérhetőség azt eredményezte, hogy szinte mindenütt kiadták külföldön. Eredeti magyar címe helyett az Albin Michel által adott francia címet vették át mindenütt: Les Braises, jelentése Parázs.
1988 és 1992 között részt vett a francia Kulturális Minisztérium világirodalmi sorozatának a magyar, lengyel, cseh és szlovák irodalmat bemutató programjainak kidolgozásában.
2007-ben egy kétnapos Magyar Irodalmi Fesztivál tervét dolgozta ki, amelyen közel húsz magyar és francia író és irodalmi szakember vett részt Párizsban.
Saját bevallása szerint legkedvesebb magyar írója Krúdy Gyula, akitől hat könyvet jelentetett meg eddig, és amelyek közül három – N.N., Őszi versenyek, Asszonyságok díja – a saját fordítása.